# Tom et Jerry : Édition spéciale anniversaire

Tom et Jerry : Édition spéciale anniversaire (Tom and Jerry: The Deluxe Anniversary Collection) est un coffret 2 DVD édité par Warner Home Video en 2010 et regroupant 30 cartoons de la franchise Tom et Jerry pour célébrer les 70 ans du célèbre duo de la MGM.

## Liste descartoons

### Disque 1:Récompenses aux Oscars et grands classiques
- Faites chauffer la colle ! (1940)
- Le Pique-nique de minuit (1941)
- Une vie de chien (1942)
- Il y a un fantôme dans la farine (1942)
- Les Surprises de l'amour (1942)
- Jerry et l'Ennemi bien-aimé (1943)
- La souris part en guerre (1943)
- Jerry ne se laisse pas faire (1944)
- Une souris à Manhattan (1945)
- Une tarte pour Tom (1945)
- La Bouteille de lait (1946)
- Tom et Jerry au piano (1947)
- Le Petit Orphelin (1949)
- Surprise partie chez Tom et Jerry (1950)
- Les Deux Mousquetaires (1952)
- Jerry danse la valse de Vienne (1952)
- Touché ! (1954)
- C'est ma maman ! (1955)
- Jerry et l'Œuf (1956)
- Un père protecteur (1957)
- Bonus : Much Ado about Tom and Jerry, documentaire

### Disque 2 -À travers les âges
- Extrait d'Escale à Hollywood (1945)
- Extrait de Traversons la Manche (1953)
- Tom et Jerry sur un gratte-ciel (1963)
- Tom et Jerry barbier de Séville (1964)
- Petit mais costaud ! (1965)
- Chat cosmique et Souris météore (1975), épisode du Tom et Jerry Show
- Le Cousin de Jerry (1980) épisode du Tom et Jerry Comédie Show
- Fido (1990), épisode de Tom et Jerry Kids
- Un samouraï garde du corps (2005)
- Le Jeu du chat et de la souris (2008), épisode de Tom et Jerry Tales